# Имус

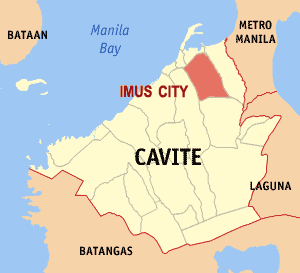

Имус (таг. Lungsod ng Imus) — город на Филиппинах, на территории региона Калабарсон. Административный центр провинции Кавите.

## История
Поселение, из которого позже вырос город, первоначально являлось частью города Кавите-эль-Вьехо (современный Кавит). 3 октября 1795 года Имус был выделен в отдельный муниципалитет. 31 августа 1896 года вблизи города произошло сражение, являющееся одним из начальных эпизодов Филиппинской революции. Сражение закончилось решительной победой повстанцев. 28 мая 1898 года вблизи селения Алапан (Alapan), находящегося в окрестностях города, произошло ещё одно боестолкновение революционных сил с испанцами, также закончившееся победой филиппинцев. При этом впервые был поднят национальный флаг Филиппин.

11 июня 1977 года, согласно Указу № 1163 президента Фердинанда Маркоса, функции административного центра провинции Кавите передавались от города Тресе-Мартирес городу Имус. 30 июня 2012 года муниципалитет Имус получил статус города.

## Географическое положение
Город находится в юго-западной части острова Лусон, на расстоянии приблизительно 15 километров к юго-юго-западу от столицы страны Манилы и занимает площадь 97,01 км². Абсолютная высота — 15 метров над уровнем моря.

## Население
По данным официальной переписи 2007 года численность населения составляла 222 298 человек.

Динамика численности населения города по годам:
| 2000    | 2007    | 2013    |
| ------- | ------- | ------- |
| 165 707 | 222 298 | 279 772 |

## Административное деление
Территория города административно подразделяется на 97 барангаев:
| - Alapan I-A - Alapan I-B - Alapan I-C - Alapan II-A - Alapan II-B - Anabu I-A - Anabu I-B - Anabu I-C - Anabu I-D - Anabu I-E - Anabu I-F - Anabu I-G - Anabu II-A - Anabu II-B - Anabu II-C - Anabu II-D - Anabu II-E - Anabu II-F - Bagong Silang - Bayan Luma I - Bayan Luma II - Bayan Luma III - Bayan Luma IV - Bayan Luma V - Bayan Luma VI - Bayan Luma VII - Bayan Luma VIII - Bayan Luma IX - Bucandala I - Bucandala II - Bucandala III - Bucandala IV - Bucandala V | - Buhay na Tubig - Carsadang Bago I - Carsadang Bago II - Mariano Espeleta I - Mariano Espeleta II - Mariano Espeleta III - Magdalo - Maharlika - Malagasang I-A - Malagasang I-B - Malagasang I-C - Malagasang I-D - Malagasang I-E - Malagasang I-F - Malagasang I-G - Malagasang II-A - Malagasang II-B - Malagasang II-C - Malagasang II-D - Malagasang II-E - Malagasang II-F - Malagasang II-G - Medicion I-A - Medicion I-B - Medicion I-C - Medicion I-D - Medicion II-A - Medicion II-B - Medicion II-C - Medicion II-D - Medicion II-E - Medicion II-F | - Pag-Asa I - Pag-Asa II - Pag-Asa III - Palico I - Palico II - Palico III - Palico IV - Pasong Buaya I - Pasong Buaya II - Pinagbuklod - Poblacion I-A - Poblacion I-B - Poblacion I-C - Poblacion II-A - Poblacion II-B - Poblacion III-A - Poblacion III-B - Poblacion IV-A - Poblacion IV-B - Poblacion IV-C - Poblacion IV-D - Tanzang Luma I - Tanzang Luma II - Tanzang Luma III - Tanzang Luma IV - Tanzang Luma V - Tanzang Luma VI - Toclong I-A - Toclong I-B - Toclong I-C - Toclong II-A - Toclong II-B |

## Религия
Город является центром Епархии Имуса римско-католической церкви.